# Sérgio Manoel
Sérgio Manoel (Santos, 1972. március 2. –) brazil válogatott labdarúgó.
A brazil válogatott tagjaként részt vett az 1998-as CONCACAF-aranykupán.

## Statisztika
| Brazil válogatott | Brazil válogatott | Brazil válogatott |
| Időszak           | Mérk.             | gól               |
| ----------------- | ----------------- | ----------------- |
| 1995              | 1                 | 0                 |
| 1996              | 1                 | 0                 |
| 1997              | 0                 | 0                 |
| 1998              | 2                 | 0                 |
| Összesen          | 4                 | 0                 |